# Хелманд (провинција)
Хелманд је једна од 34 провинције Авганистана. На југозападном је дијелу земље. Главни град је Лашкаргах. Ријека Хелманд, највећа ријека у Авганистану, протиче кроз овај углавном пустињски регион, пружајући воду за наводњавање.
Провинција има око 860.000 становника, а површина је 58.584 km². Хелманд је највећи регион произвођач опијумa у свету, одговоран за 42% од укупне свјетске производње. Ово је више него цијели Мјанмар, која је друга нација по величини производње након Авганистан.
Већина борби између НАТО-а и талибанских снага се одвијала у овој покрајини.